# 冰盖动力学

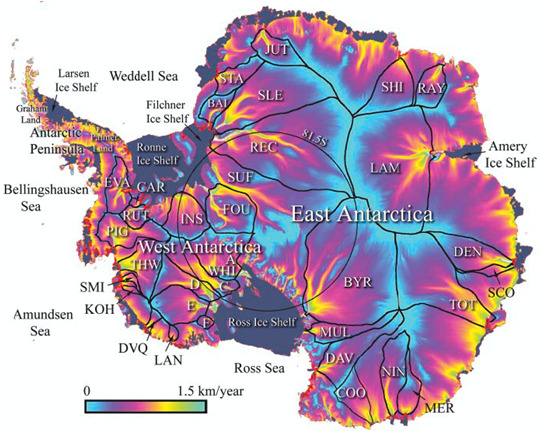
南极冰盖流速

冰盖动力学（英語：ice-sheet dynamics）是描述格陵兰冰盖、南极冰盖等大型冰体运动过程的学科。冰盖运动主要受到由重力引起的冰川移动的影响，其中冰川温度与基底强度是决定其活动的两个主要因素。有各种机制可以在从小时到百年的不同尺度上改变这两个因素，导致冰盖的周期性跃动，同时穿插着较长时间的相对静止状态。冰盖动力学对于模拟未来海平面上升有重要意义。

## 概况

### 边界条件
冰流和海洋之间的边界是影响冰流速度的重要因素。

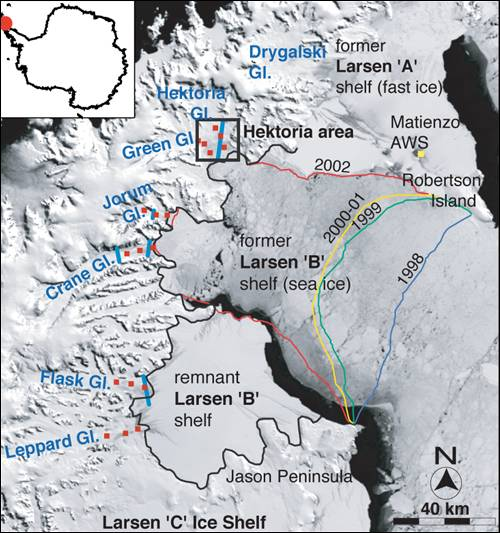
拉森B冰架的崩解严重影响了为其供应冰源的各冰川的流速

冰架是漂浮在海上的厚冰层，使与其相连的冰川更为稳定。冰架的顶部往往会堆积冰雪，而其底部则会经历融化，并在其前缘崩解为冰山。在2002年2月的三周内，拉森B冰架的灾难性崩解引发了一系列意想不到的结果，可以观测到为冰盖提供冰源的克伦冰川、乔拉姆冰川、格林冰川与赫克托里亚冰川（见图）的流速大幅增加。这无法以季节变化来解释，因为流入拉森B冰架剩余部分的弗拉斯克冰川与莱帕德冰川并没有加速。
冰架在南极洲发挥着主导作用，而在格陵兰岛则相对较不重要，那里的冰盖主要在峡湾与大海交汇。融化是主要的去冰过程，质量损失多发生于冰盖边缘，冰盖在峡湾中崩解为冰山，表面融水则流入海洋。
潮汐效应也十分重要，1米高潮汐振荡的影响可以在距离海洋100公里的范围内感受到。冰体跃动的变化在小时的时间尺度上受到潮汐活动的调节。在潮差较大的大潮期间，冰流可以在数小时内几乎保持静止，然后在高潮过后的一个小时内跃动约一英尺；此后又进入一个静止期，直到落潮中后期再次发生跃动。在小潮期间，这一活动趋势则不太明显。而在没有潮汐时，冰体跃动则会大约每12小时随机发生。
冰架对基底融化也很敏感。在南极洲，这是由环极深水流引起的，其向冰架传热使温度超过冰熔点3 °C。
除了传热之外，大海还可以与大洋交换盐分。冰融化或海水冻结产生的潜热效应也发挥着一定的作用。这些因素以及降雪量和基础海平面变化的共同作用，导致冰架厚度大约年度变化80毫米。

### 长期变化
冰盖在长时间尺度上的质量平衡取决于地球接收到的太阳辐射量。在地质时间尺度上，因邻近行星的引力作用，日射量的变化受到地球与太阳间角度以及地球轨道形状的影响。这些变化可以通过米兰科维奇循环进行预测。米兰科维奇周期在冰期-间冰期时间尺度上主导了气候变化，不过冰盖范围的改变也存在与日照没有直接关联的因素。
例如，至少在过去的10万年里，覆盖北美大部分地区的洛朗蒂德冰盖破裂，将大量冰山送入北大西洋。当这些冰山融化时，它们携带的巨石与其他大陆岩石掉落，形成了冰筏碎屑带（ice rafted debris）。这些被称为海因里希事件（以其发现者哈特穆特·海因里希的名字命名），表现出7千至1万年的周期性，并发生在末次间冰期的寒冷时期。
冰盖内部的“暴食狂泻”（binge-purge）循环机制可能是引发海因里希事件的原因，在这一机制下当冰盖积聚到一个不稳定的水平时一部分冰盖发生裂解。外部因素也可能在推动冰盖方面发挥作用。丹斯高-厄施格事件（简称DO事件）是指北半球在大约40年时间内发生的突然升温事件。虽然DO事件会在每次海因里希事件之后发生，但它们还会在其他时间以大约1500年为周期更频繁地发生。古气候学家根据这一证据推测，海因里希事件和DO事件可能是由相同的因素驱动的。
通过比较格陵兰冰芯和南极冰芯中的短期甲烷峰值，可以观察到冰盖行为的半球异步（hemispheric asynchrony）现象。在DO事件期间，北半球显著变暖，导致在冰期原本是苔原地带的湿地释放出大量甲烷。这些甲烷迅速均匀地扩散到各地，并融入南极和格陵兰的冰层中。古气候学家据此认为，格陵兰冰盖的变暖比南极冰盖晚了数千年，然而出现此现象的原因仍存在争议。

## 冰川

### 流体动力学

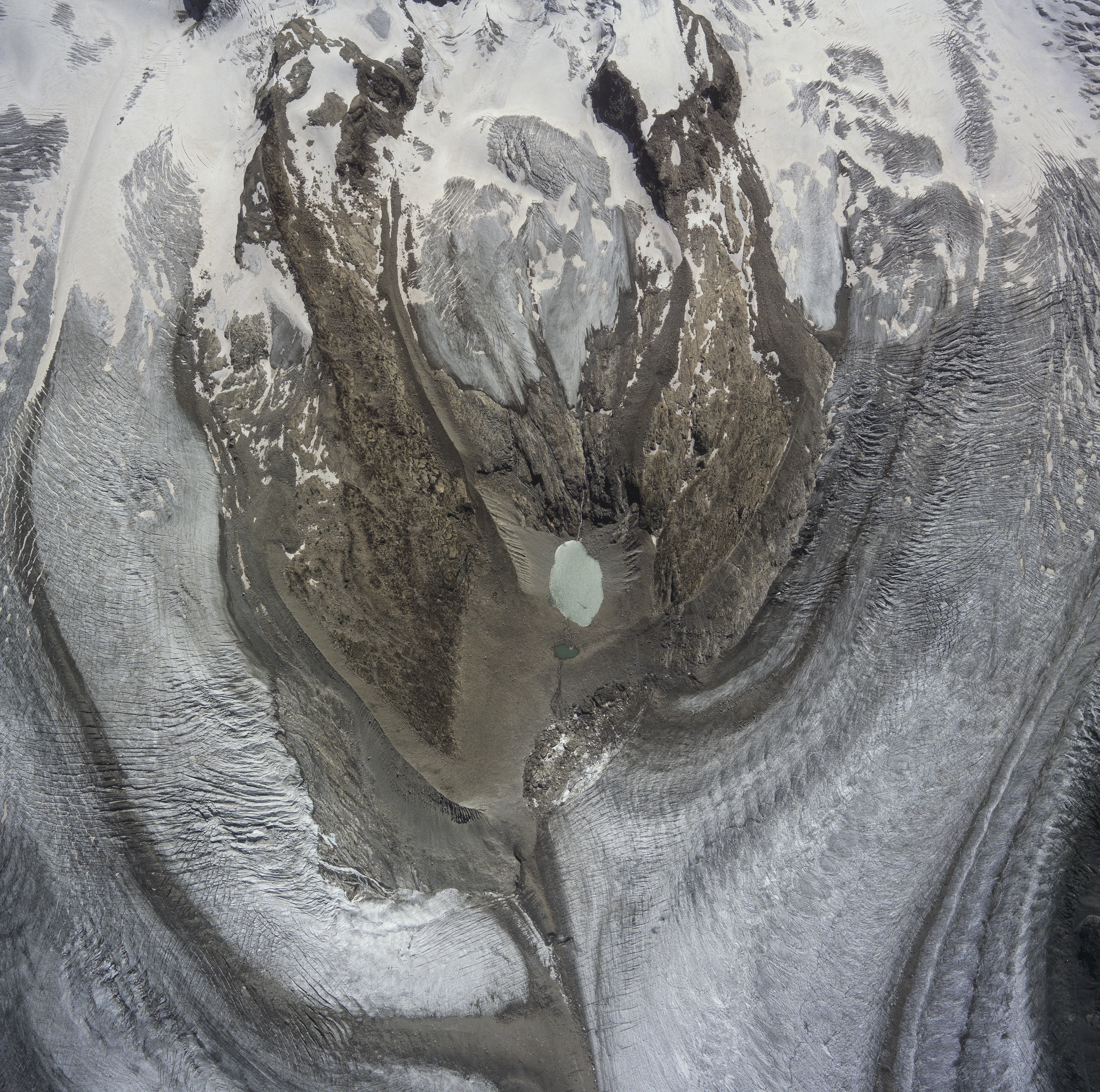
戈尔纳冰川（左）和格伦茨冰川（右）围绕瑞士阿尔卑斯山罗莎峰地块（中）流动（图中向下方向）的空拍图

塑性流动的应力-应变关系（绿色）：应力的小幅增加会导致应变呈指数级增加

冰雪堆积与消融之间的不平衡引起的表面坡度变陡是冰川内出现流动的主要原因。这种不平衡会增加冰川上的剪应力，直到它开始流动。随着两个过程趋于均衡，冰流速度和变形会加大，而这同时也受到冰的斜率、厚度和温度的影响。
当应变量与所受应力成正比时，冰表现为弹性固体。冰层只有在厚度达到30米后才会开始流动，而在达到50米之后，微小的应力就会触发大应变，使得冰表现为一种塑性流动。此时，冰川将在自身重力的作用下开始变形流动。根据格伦-奈流动定律（Glen–Nye flow law），应力与应变之间符合以下关系：
{\displaystyle \Sigma =k\tau ^{n},\,}
其中
{\displaystyle \Sigma \,} = 剪切应变（流动）速率
{\displaystyle \tau \,} = 应力
{\displaystyle n\,} = 2–4之间的常数（大多数冰川为3左右），随温度降低而增加
{\displaystyle k\,} = 与温度相关的常数
冰川基底附近和山谷两侧流速最低，此处摩擦作用抵抗水流方向并引起最大的应变。流速沿纵向朝上、横向朝内逐渐增加，同时伴随着应变量的减小。最高流速则出现在冰川表面。
冰川还可能因基底滑动而移动，此时冰川底部被融水润滑，使冰川能够在其所处的地形上滑移。融水可能由压力、摩擦或地热引起。融水量的变化幅度越大，冰流速度也就越快。
冰川顶部50米左右为脆性带，此处的冰层作为一个整体移动。当冰川在不规则的地形上移动时会形成裂缝，可能会穿透脆性带的的整个深度。

### 冰下过程

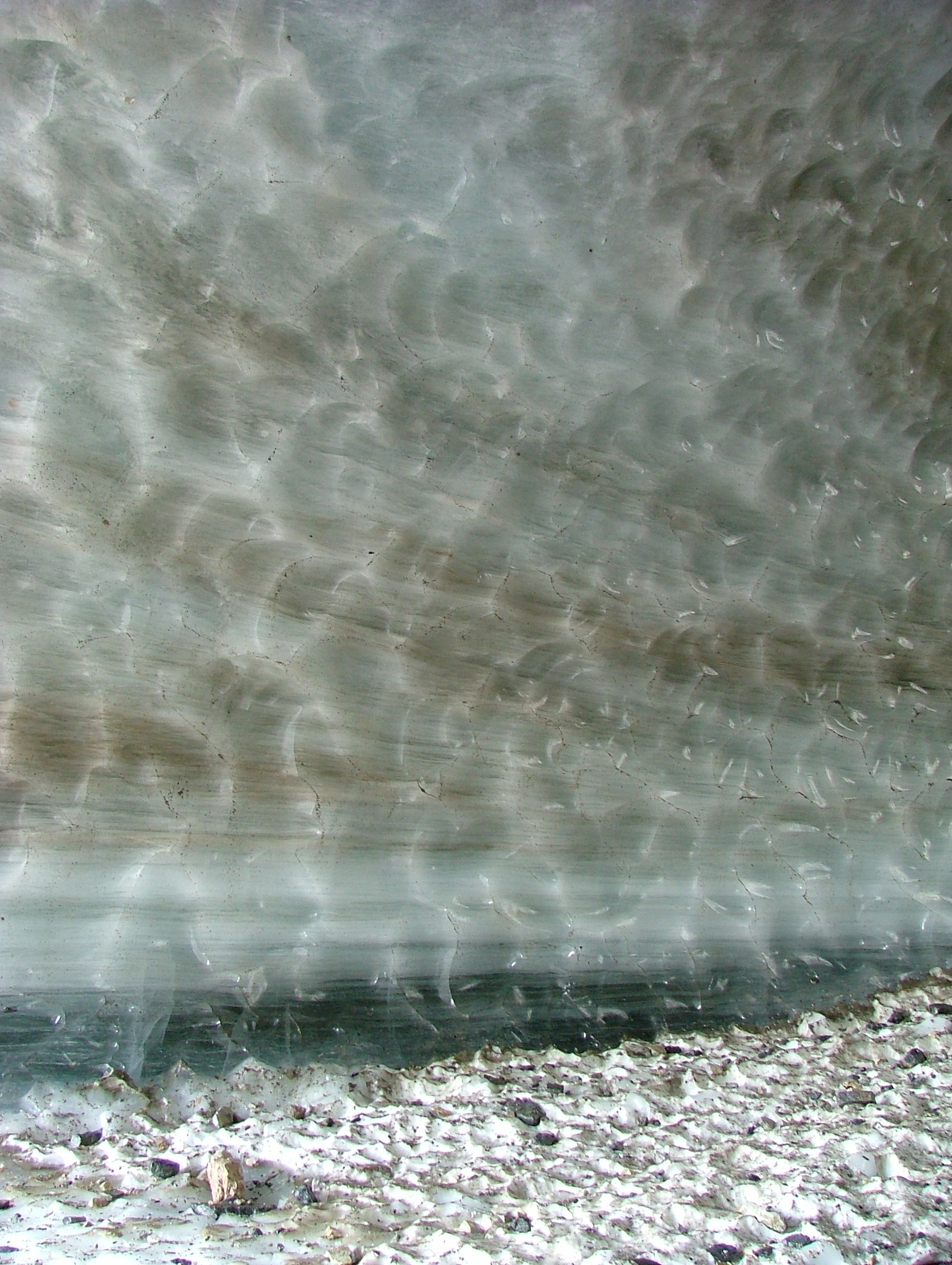
冰川横截面图显示冰川基底因融水而变得透明

冰川运动的关键过程发生在与冰川床接触处，尽管这一区域只有几米厚。当基础剪应力降至冰川重力产生的剪应力以下时，冰川将开始滑移。

#### 基底剪应力
冰川的基底剪应力{\displaystyle \tau _{B}}主要受冰川床温度、粗糙度和柔软度的影响。
冰川床的硬度取决于孔隙率和孔隙压力，较高的孔隙率会降低沉积物强度，从而增加剪应力{\displaystyle \tau _{B}}。如果沉积物强度远低于推动力{\displaystyle \tau _{D}}，冰川的移动将源于沉积物内的运动而非滑移。多种因素都可能导致孔隙度的变化。
- 冰川的移动可能会使下方冰川床发生膨胀，由此产生的形状变化会导致块状物的重新组织。这使得紧密堆积的块状物变为杂乱无序的堆积物，从而增加了孔隙率。如果没有新增的水量，这必然会降低孔隙压力（因为孔隙流体有更多的空间可占据）。[2]
- 压力可能会导致底部沉积物的压实和固结。[2]鉴于水是一种相对不可压缩的流体，因此在孔隙空间充满蒸汽时这一过程更加容易发生，只有将水移除才能有效的压实。这在土壤中是一个不可逆的过程。[2]
- 磨损和破裂引起的沉积物降解会减小颗粒的尺寸，进而使孔隙空间也随之减小。不过颗粒的运动也可能会扰乱沉积物，从而产生相反的效果。[2]这些过程还会产生热量，其重要性将在下文讨论。

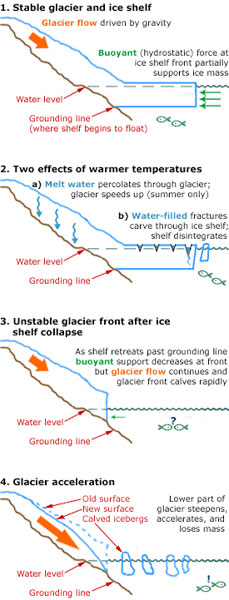
影响冰流动的因素

具有高孔隙率和低孔隙流体压力的软床使得冰川能够通过沉积物滑动而移动。冰川底部甚至可能冻结在床上，底部的沉积物就像挤牙膏一样在其下方滑动。硬床则不会这样变形，此时冰川移动的唯一方式是通过基底滑移，即由冰川和床之间形成的融水引起的滑动。
冰川床的柔软度可能会随空间或时间发生变化，并且不同冰川之间的差异很大。其中一个重要因素是底部的地质情况。相较于地形坡度的变化，基岩往往会对冰川速度产生更显著的影响。
除了影响沉积物应力外，水流压力{\displaystyle p_{w}}也会影响冰川和冰川床之间的摩擦力。较高的水流压力会给冰川提供向上的浮力，以减少其底部的摩擦。冰川流动的情况可以通过比较水流压力与上覆冰压力{\displaystyle p_{i}}来评估。在冰快速流动时两者大致相等，相应的有效压力（{\displaystyle p_{i}-p_{w}}）约为3万帕，即冰的所有重量都由下面的水支撑，使冰川处于漂浮状态。

#### 基底融化
许多因素都会影响冰川床温度，而这又与基底融水密切相关。水的熔点会在压力作用下降低，这意味着在较厚的冰川下水的融化温度更低。同时，因为较厚的冰川具有更低的热传导性，因此其基底温度也可能较高，进一步加剧了融水的可能。
冰川床温度往往呈周期性变化。较低的床温意味着更高的强度，可以降低冰流速度。此时新降落的雪会堆积起来，积雪速率得以提升。因此冰川变厚产生了三个后果：首先，冰川床的隔热效果增强，可以更好地保留地热。其次，增加的压力能够促进融水。而最重要的则是推动力{\displaystyle \tau _{D}}的增加。这些因素的共同作用将加速冰川的运动。由于摩擦力与速度的平方成正比，更快的运动将显著加大摩擦产生的热量，随之而来的是更多的融水。这引发了一个正反馈进程，进一步提高了冰川的流速，例如南极西部冰川的流速可达每年一公里。最终，冰层会以足够快的速度运动，使积雪放缓、冰川变薄。这会加大传热损失，减缓冰流速度并导致结冰。而这将进一步减缓流速，通常会持续到冰川静止为止，然后再开始新的循环。
冰面湖是冰川基底液态水的另一种可能来源，因此它们在加速冰川运动方面发挥着重要作用。直径大于300米的冰面湖泊能够在冰川与床的交界处形成充满水的裂缝。当这些裂缝成形时，相对温暖的湖中物质可以在短短2-18小时内到达冰川底部，从而润滑冰川床并引发冰川跃动。到达冰川床的水可能会在那里冻结，从下向上推升冰川的厚度。
最后，冰川床粗糙度可以减缓冰川运动。粗糙度是衡量有多少巨石和障碍物突出到上覆冰中的一个指标。冰流遇到这些障碍物时会在高压下融化，从而绕过障碍物流动。由此产生的融水被迫进入障碍物背面的空腔，并在那里重新冻结。

#### 管道流与薄层流
冰川底下的水流对冰川本身的运动有很大影响。冰下湖含有大量可以快速流动的水，几年时间内就可以在湖泊之间输送数立方千米的水。
这种运动以管道流（pipe flow）和薄层流（sheet flow）两种主要方式发生。管道流指液态水在类似管道的形体中运动，如冰下河流；薄层流则是指水在一个薄层中的运动。两种流动条件之间的转换可能与冰川跃动现象相关，例如坎布冰流中冰运动的停滞被认为与冰下水供应的减少有关。冰盖会陷入排空的冰下湖中，因而冰下的水运动会在冰盖表面形态上展现出来。

## 影响

### 气候变化

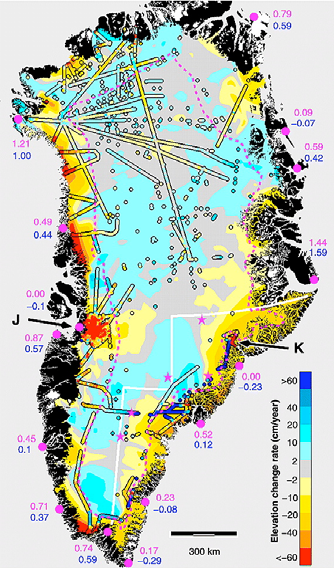
格陵兰冰盖减薄率（2003年）

当前气候变化对冰盖的具体影响尚没有定论。显而易见的是，全球气温升高导致全球冰体总量减少。不过由于降水增加，南极部分冰盖的质量目前可能正在增加。
海平面上升将削弱冰架的稳定性，而冰架在减缓冰川运动方面起着关键作用。目前一些南极冰架每年减薄数十米，而拉森B冰架在崩塌之前减薄速度仅为每年1米。此外，海洋温度每增加1°C可能导致每年多达10米的基底融化。冰架在年平均气温−9°C时一直稳定，但在−5℃以上时则变得始终不稳定。例如拉森B冰架在崩解前该区域曾变暖1.5°C。

一极其陡峭的挪威峡湾，展现了由差异性侵蚀而增强的地形起伏

全球气温的升高大约需要一万年的时间才能直接传播到冰体中，进而才会影响到冰川床温度。然而，升温可能会通过增加表面融水对冰川产生更直接的影响，更多的冰上湖能向冰川基底供应温水并促进冰川运动。在降水量变大的南极洲等地，增加的质量将提高冰川运动的速度，从而加速冰盖的周转。目前有限的观测结果确实与对格陵兰和南极冰损失率增加的预测一致。在火山活跃的冰岛观察到一种正反馈现象，冰帽缩小致使地壳等静压回弹，从而引发更多的火山活动，使基底变暖，并通过二氧化碳释放加剧气候变化。
寒冷的融水可以冷却海洋表层。它就像盖子一样，使得次表层海水变暖并影响到更深层的水域，从而促进冰的融化。

### 侵蚀
由于冰在较厚的地方流动更快，冰川引起的侵蚀速度与上覆冰的厚度成正比。因此，冰川活动将加深冰前低洼地并扩大原有地形起伏，而突出于冰盖之上的冰原岛峰则几乎没有侵蚀迹象，其侵蚀速率估计仅为每1.2万年5米。这能够解释峡湾的深度，冰川根据地形引导进入峡湾，形成深达一公里的峡湾。峡湾向内陆的延伸使冰盖变薄加速，因为它们是冰盖排水的主要渠道。这也使冰盖对气候和海洋变化更为敏感。